# Autobahnmeisterei Karlsruhe
Die Autobahnmeisterei in Karlsruhe-Durlach (Alte Karlsruher Straße 40) wurde 1934 als Einrichtung zum Erhalt und Bau der Autobahnen in Baden errichtet. Sie ist Paul Schmitthenners einziger größerer Bau, der zur Zeit des NS-Regimes errichtet wurde. Schmitthenner ließ sich auf diesen Bau ein, da er Folgeaufträge durch die Nationalsozialisten erwartete, die jedoch ausblieben.

## Ästhetik
Der klassizistische, symmetrische Sandsteinbau hat einen mittig gesetzten Eingang. Leichte Asymmetrien sind in die Proportionierung des Gebäudes eingeplant. So sind der Schornstein nach links, die Fenster nach rechts versetzt.

## Sanierung 2010
Im Jahr 2010 wurden der Außen- und Innenraum vom Architekten Hans Robert Hiegel saniert und umgestaltet. Die Steinfassade wurde ausgebessert und erneuert, das Schieferdach neu eingedeckt und gedämmt sowie die Farbgebung an Mittelrisalit, Dachgesims und Fenstern erneuert.